# Ervin Cherry
Ervin Elroy Cherry (1966. március 26. –) amerikai sorozatgyilkos, aki három nőt fojtott meg 1993–1994-ben Floridában.

## Korai bűncselekmények
Cherry korábban is ült börtönben, mert 1986. október 1-jén megtámadott valakit. Bűnösnek találták halálos fegyverrel elkövetett súlyos testi sértésben, amiért 10 év börtönbüntetésre ítélték. Az 1990-es évek elején szabadult.

## Gyilkosságok
Miután 1994. szeptember 22-én letartóztatták autólopás vádjával, Cherryt, aki az Üdvhadsereg egyik menhelyén szállt meg, két floridai nő meggyilkolásával vádolták meg. Két rendbeli gyilkossággal vádolták: Wanda Robinson 1993. november 22-i, valamint Christina Cooper 1994. február 5-i meggyilkolásáért. Ezért 1995. január 13-án életfogytiglani börtönre ítélték. Cherry kezdetben tagadott, de később beismerte, hogy 1994. február 1-jén megölte Katherine Walkert egy kábítószerüzleten való vita közben. Cherryt ezért a gyilkosságért újabb életfogytiglanira ítélték 2010-ben.

## Fordítás
Ez a szócikk részben vagy egészben  az   Ervin Cherry című angol Wikipédia-szócikk ezen változatának fordításán alapul.  Az eredeti cikk szerkesztőit annak laptörténete sorolja fel. Ez a jelzés csupán a megfogalmazás eredetét és a szerzői jogokat jelzi, nem szolgál a cikkben szereplő információk forrásmegjelöléseként.